# Repaglinidă
Repaglinida (cu denumirea comercială Reneos) este un medicament antidiabetic din clasa meglitinidelor, fiind utilizat în tratamentul diabetului zaharat de tipul 2. Calea de administrare disponibilă este cea orală. Principalul efect advers este hipoglicemia.

## Mecanism de acțiune
Ca și celelalte meglitinide, repaglinida se leagă de canalele de K+ ATP-dependente (notate KATP) de la suprafața membranelor celulelor pancreatice beta. Crește concentrația intracelulară de potasiu, ceea ce conduce la formarea de potențial electric membranar pozitiv. Depolarizarea duce la deschiderea canalelor de Ca2+ voltaj-dependente. Creșterea nivelelor intracelulare de calciu va duce la creșterea secreției celulare de insulină.